# Fred 2: Night of the Living Fred
Fred 2: Night of the Living Fred (comercializada como FЯED 2: Night of the Living FЯED) es una película de comedia de terror de 2011. La película es la secuela de la película de 2010, Fred: The Movie, basada en las aventuras de Fred Figglehorn, un personaje creado e interpretado por Lucas Cruikshank para el canal de YouTube de Cruikshank. Es una secuela con temática de Halloween. Y es la segunda película de la trilogía de Fred. Jennette McCurdy, que interpretó a Bertha en el Fred original, no regresó y es reemplazada por Daniella Monet. John Cena regresa como Sr. Figglehorn (el padre imaginario de Fred), y Jake Weary regresa para interpretar a Kevin. La estrella de Supah Ninjas, Carlos Knight, coprotagoniza como amigo y compañero de Kevin. Pixie Lott, que Interpretó a Judy en la primera película, tampoco regresó y su personaje fue escrito; Fred revela que se separaron.
La película recibió críticas mixtas y negativas; sin embargo, se consideró una mejora con respeto a la original. El estreno de Nickelodeon en televisión atrajo a 5,7 millones de espectadores.

## Argumento
Fred llega a su casa gritando y comparte su flashback con el público. Un día antes de Fred fue a la música y su profesor de música favoritos (que tiene problemas de audición) le dijo que él es un buen estudiante. Al día siguiente, se presenta en espera de su profesor de música antigua, pero descubre que ella ha sido reemplazado por un nuevo profesor de música: el Sr. Devlin (Seth Morris). Luego ve al señor Devlin limpiar y tirar un audífono, lo que hace que Fred cuidado. Más tarde, se caminaba hacia su casa con su mejor amiga, Bertha (Daniella Monet), y ve a una chica llamada Talia después de ellos. Creer que está siendo acosada, corre en casa y llega gritando. Ese mismo día el Sr. Fred avisos Devlin es su nueva vecina. Fred sospecha inmediatamente del señor Devlin, y comienza a pensar que él puede ser un vampiro.Al día siguiente en la escuela Devlin apoya a todos a unirse a una comunidad llamada unirse al mundo de la música. Fred cree que Devlin está tratando de convertir a todos en un vampiro haciendo que tome sus lecciones, y para su horror de todo el mundo toma las lecciones. Esa noche, Fred espías en él y lo ve enterrar algo, que él sospecha que es un cuerpo. Después de que Fred acaba de hablar con Talia, que se desvanece, lo que le hace pensar que es un fantasma, se imagina a su fantasma en su casa y cae por las escaleras de llegar a ella. La puerta se golpeó y lo abre para ver a mamá de Kevin y les invita a una fiesta, y luego se revela que es la hermana de Talia de Kevin. Al día siguiente, suena el timbre y Fred se abre con el señor Devlin, que se está llevando a su madre en una fecha, lo que hace que se vuelva de inmediato incómodo.Fred pide la ayuda de Bertha a echar una mano en conseguir pruebas suficientes de que el Sr. Devlin es un vampiro. Fred y espionaje en Bertha Sr. Devlin y la fecha de la mamá de Fred, con Bertha se hacen pasar por una camarera (cuando el señor Devlin comentarios que se parece a uno de sus estudiantes, que lo cubre porque dice ser su madre), el Sr. Devlin las órdenes de un filete sangriento hacer bertha más sospechosa. A continuación, los espías del señor Devlin ve la chaqueta de su profesor de música vieja, entonces se vuelve aún más sospechoso de Devlin. Más tarde esa noche, que cae desde la ventana, porque se da cuenta el Sr. Devlin le veremos tal como él está tratando de escapar. Entonces, su "padre" (John Cena) lo detiene y lo lleva a una arena de lucha libre, donde forman un equipo de la etiqueta. Sr. Devlin y Kevin también forman un equipo de la etiqueta. Su padre golpea a Devlin, Fred finalmente Kevin alfileres y él y su padre ganar. En este punto, Fred se despierta, lo que sugiere que todo fue un sueño. Entonces Fred anda poniendo crucifijos para defenderse de Devlin, como los vampiros odian todas las cosas santas. También ve Derf, quien le dice que enfrentarse a sus miedos y derrotar a Devlin. Fred entonces compra salsa de ajo de un restaurante chino. En el recital de piano esa noche, Fred chorros de la salsa de ajo en todo el mundo, incluyendo Talia. Después, para horror de Fred, el Sr. Devlin le invita a su casa a cenar para que puedan "enterrar el hacha de guerra". Fred establece un video en vivo desde su teléfono para que pueda probar que Devlin es un vampiro. Dentro de la casa de Devlin, Fred descubre la habitación de un carniceros secreto "detrás de una pared llena de carne y huesos. Como Fred investiga, Devlin se arrastra con un cuchillo largo y una altura tocado, asustando a Fred, Fred se deja caer su teléfono en una olla de hervir el líquido. El video se congela en Devlin, y la imagen congelada de Devlin en su tocado hace que todos de ver el video para pensar que él es un vampiro. Pero después de Devlin explica cada manía extraña que tiene, Fred comienza a relacionarse con él, y él viene a como Devlin.En la escuela se da cuenta de que todos han visto su video, lo que hace que todos crean que Devlin es un vampiro. Corre a la casa de Devlin a disculparse, pero Devlin es demasiado deprimido como para responder. Cuando Fred ve al señor Devlin ser despedido, y poner un cartel para su casa, diciendo que él se mueve, se siente culpable y trata de arreglarlo todo, haciéndoles pensar que él es el vampiro. Bertha y Talia tanto ayuda, como Talia pone de manifiesto lo mucho que le gusta a su hermano. Kevin y sus amigos deciden ir a la casa de Devlin se debe a que creo que tiene Talia. Devlin les dice que los vampiros no son reales, pero Bertha sale y dice, "Los vampiros son reales, pero no es Devlin. ¡Es él!" Luego, Fred sale del garaje llevar Talia, amenazando con convertirse en un vampiro también. Bertha hace Kevin apuñalar a Fred, y se rocía con sangre falsa. Devlin ve Fred y acepta sus disculpas, revelando que él renunció a su trabajo y vendió su casa de su propia elección, pero aun así ve a Fred como su único verdadero amigo. Al final, como la madre de Fred y Devlin salir a cenar y salir por la puerta, Fred mira al espejo en su casa y ve que el Sr. Devlin no tiene reflexión, revelando que era un vampiro, después de todo, y los gritos de Fred el terror como los extremos de la película.

## Reparto
- Lucas Cruikshank como Fred Figglehorn / Derf:   Fred es un joven de dieciséis años socialmente incómodo y extremadamente hiperactivo. Derf es un misterioso extraño que se parece a lo contrario de Fred. 
  - Cruikshank también interpreta brevemente a Judy en drag, en una escena de flashback parodiando a CasaBlanca mostrado su ruptura con Fred.
- Ariel Winter como Thalia Lebow, la chica nueva en la escuela y la hermana de Kevin, que quiere que Kevin sea amable con Fred. Ella está enamorada en secreto de Fred. Ella sirve como el interés amoroso de Fred.
- Seth Morris como el Sr. Jake Devlin, el nuevo professor de música y el nuevo vecino de Fred
- Daniella Monet como Bertha, la mejor amiga de Fred que lleva ropa extraña, pero se preocupa poco por lo que piensen los demás. Monet remplaza a Jennette McCurdy, que interpretó al personaje en la primera película.
- Jake Weary como Kevin Lebow; un matón que vive al otro lado de la calle de Fred.
- Stephanie Courtney como Janet Lebow, la madre de Kevin y Thalia.
- John Cena como Papá Figglehorn, el padre imaginario de Fred que aparece casi de la nada para ofrece consejos y apoyo a Fred durante toda la película. vive en el refrigerador de la familia.
- Carlos Knight como Diesel, el mejor amigo de Kevin.
- Matthew Scott Montgomery como Gerente Adolescente.
- Talon Reid como el mejor amigo de Kevin.
- Jay Jay Warren como el joven Kevin.
- Además, Pixie Lott aparece a través de imágenes de archivo como Judy, la bonita chica de al lado que era la enamorada de Fred y eventual novia. Cruikshank declaró que Lott no regresó porque su gestión no le permitió aparecer en ninguna otra película.

## Producción
La producción se había llevado a cabo en todo el mismo lugar donde se había rodado la película anterior, con la mayor parte de la producción llevada a cabo sobre la base de enero-febrero de 2011, con la escena de la WWE filmada en un evento público el 27 de abril de 2011.
Cruikshank había revelado que durante la producción algunos miembros del elenco de la película habían teorizado que la película se estrenaría en formato de película en 3D; sin embargo, la película al final se estrenó como una película para televisión.
El 10 de abril de 2011; 3 meses después de que comenzara el rodaje, se había anunciando que una secuela estaría en marcha y que se estrenaría a finales de 2011.

## Música
La banda sonora de la película fue compuesta por Roddy Bottum, quien anteriormente compuso la primera película.
La música que se tocó durante la escena cuando el Sr. Devlin y Kevin van al cuadrilátero cuando Fred está soñado es "Blood", utilizada por el antiguo establo lucha libre profesional The Brood.

## Recepción
La película recibió críticas promedio a negativas Sin embargo, no fueron tan negativos como en la película anterior de Fred. A partir del 13 de octubre de 2015, la película tiene una puntuación de 2,4 basada en 2.185 votos en IMDb. Common Sense Media le dio a la película 2 a 5 estrellas basadas en 23 reseñas. Agregador de revisión Rotten Tomatoes le dio a la película una clasificación del 37 % basada en 453 votos de la audiencia.

## Valoraciones
El estreno americano inicial atrajo 5.7 millones de televidentes, por debajo del estreno de la película anterior de 7,6 millones de espectadores. Sin embargo, ocupó el sexto lugar en el más visto de la programación global de cable por semana. La segunda trasmisión del domingo siguiente a las 11:00 a. m., sacó 3,7 millones de espectadores. Lo suficiente para figurar como la programación de cable más vista en decimocuarta lugar durante la semana. La difusión final en horario estelar el 30 de octubre hizo 3,2 millones de visitas, y ocupó el programa en el top 20 de la programación de cable por la noche.

## Continuación
Una tercera película llamada Fred 3: Camp Fred fue lanzado el 26 de julio de 2012. Esta fue la última entrega de la franquicia de Fred que se lanzó.

## Medios Caseros
Fred 2: Night of the Living Fred fue lanzado en DVD el 6 de febrero de 2012. También se lanzó en una caja de triple junto con Fred: The Movie y Fred 3: The Camp el 4 de diciembre de 2012.